# Ruas de comércio especializado da cidade de São Paulo

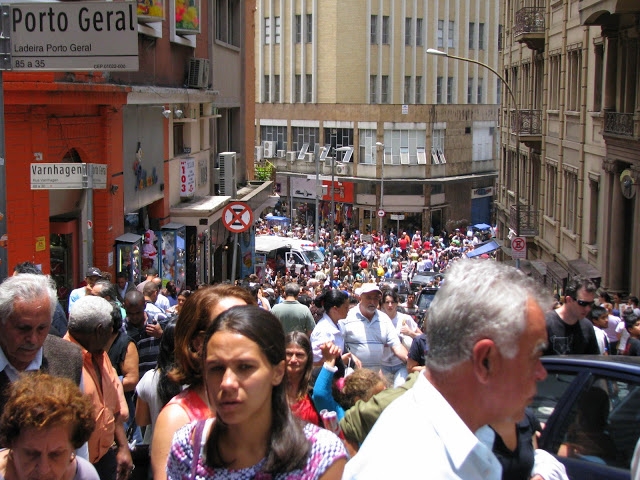
Rua Ladeira Porto Geral, que cruza a Rua 25 de Março, é uma das notórias ruas de comércio da cidade de São Paulo.

As ruas de comércio especializado da cidade de São Paulo configuram uma característica do comércio da cidade, que conta com aproximadamente 60 ruas que comercializam produtos específicos, nas quais há opções de compra desde bijuterias a vestidos de noiva. Para especialistas, a concorrência acirrada é compensada pela facilidade que os consumidores têm de pesquisa por produtos, fato esse que atrai consumidores de todas as regiões da cidade e até do país.
| “ | As lojas não precisam fazer publicidade, pois as pessoas sabem que elas existem naquela região. | ” |

## Listagem
Dentre as cerca de 60 ruas de comércio especializado da cidade de São Paulo, pode-se citar:
| Logradouro                   | Itens comercializados                                                | Bairro           | Estação de metrô mais próxima |
| ---------------------------- | -------------------------------------------------------------------- | ---------------- | ----------------------------- |
| Avenida Doutor Arnaldo       | Flores                                                               | Pacaembu         | Estação Clínicas              |
| Avenida Leôncio de Magalhães | Aluguel de roupas                                                    | Jardim São Paulo | Estação Jardim São Paulo      |
| Avenida Rangel Pestana       | Tapeçaria                                                            | Brás             | Estação Brás                  |
| Avenida Rebouças             | Aluguel de roupas                                                    | Pinheiros        | Estação Faria Lima            |
| Avenida São Luís             | Agências de viagens                                                  | República        | Estação República             |
| Avenida Tiradentes           | Uniformes de trabalho                                                | Bom Retiro       | Estação Tiradentes            |
| Rua 24 de Maio               | Discos raros                                                         | República        | Estação República             |
| Rua Borges Lagoa             | Instrumentos cirúrgicos                                              | Vila Clementino  | Estação Santa Cruz            |
| Rua Cardeal Arcoverde        | Antiquários                                                          | Pinheiros        | Estação Clínicas              |
| Rua Conselheiro Crispiniano  | Material fotográfico                                                 | República        | Estação República             |
| Rua do Arouche               | Artigos de couro                                                     | República        | Estação República             |
| Rua da Cantareira            | Embalagens plásticas                                                 | Luz              | Estação Luz                   |
| Rua da Consolação            | Lustres e luminárias                                                 | Consolação       | Estação Paulista              |
| Rua do Gasômetro             | Madeira e puxadores                                                  | Brás             | Estação Brás                  |
| Rua Florêncio de Abreu       | Máquinas e ferramentas                                               | Centro           | Estação São Bento             |
| Rua Galvão Bueno             | Artigos orientais                                                    | Liberdade        | Estação Liberdade             |
| Rua José Paulino             | Roupas, em especial femininas                                        | Bom Retiro       | Estação Luz                   |
| Rua Marquês de Itu           | Artigos para pintura artística                                       | República        | Estação República             |
| Rua Oriente                  | Enxovais                                                             | Brás             | Estação Brás                  |
| Rua Xavantes                 | Jeans de alta qualidade                                              | Brás             | Estação Brás                  |
| Rua Oscar Freire             | Grifes internacionais                                                | Jardins          | Estação Oscar Freire          |
| Rua Paes Leme                | Ferragens                                                            | Pinheiros        | Estação Faria Lima            |
| Rua Paula Souza              | Utensílios para cozinha industrial                                   | Luz              | Estação Luz                   |
| Rua Piratininga              | Peças de veículos fora de série                                      | Brás             | Estação Brás                  |
| Rua São Caetano              | Vestidos de noiva                                                    | Bom Retiro       | Estação Luz                   |
| Rua Santa Ifigênia           | Eletroeletrônicos                                                    | República        | Estação República             |
| Avenida Senador Queirós      | Cordas, barbantes e lonas                                            | Luz              | Estação Luz                   |
| Rua Teodoro Sampaio          | Móveis e instrumentos musicais                                       | Pinheiros        | Estação Clínicas              |
| Rua General Osório           | Peças e Acessórios para Motociclismo                                 | Santa Ifigênia   | Estação São Bento             |
| Rua Conde de Sarzedas        | Artigos religiosos ligados a movimento do protestantismo pentecostal | Sé               | Estação Japão-Liberdade       |
| Rua Caramuru                 | Artigos Religiosos e Lojas ancoras Varejistas                        | Saúde            | Estação Praça da Árvore       |